# アセトインラセマーゼ
アセトインラセマーゼ(Acetoin racemase、EC 5.1.2.4)は、以下の化学反応を触媒する酵素である。
(S)-アセトイン {\displaystyle \rightleftharpoons } (R)-アセトイン
この酵素は、異性化酵素、特にヒドロキシ酸やその誘導体に作用するラセマーゼやエピメラーゼに分類される。この酵素の系統名は、アセトインラセマーゼである。ブタン酸の代謝に関与している。